# Dead End (Fernsehserie)
Dead End heißt eine Krimiserie, die am 26. Februar 2019 Premiere und Serienstart auf ZDFneo und in der ZDF-Mediathek hatte. Die Miniserie ist eine Produktion der Real Film Berlin im Auftrag von ZDFneo, die in Berlin und Brandenburg gedreht wurde.

## Handlung
Die in den USA ausgebildete Forensikerin Emma (Antje Traue) kommt zum 75. Geburtstag ihres Vaters Peter (Michael Gwisdek), des örtlichen Leichenbeschauers, zu Besuch in ihre Heimatstadt Mittenwalde in Brandenburg. Peter benimmt sich seit einiger Zeit ziemlich merkwürdig und nimmt Teile seiner Arbeit mit nach Hause: Knochen lagern im Kühlschrank, und um ihren Vater zu schützen, hilft sie ihm bei seiner Arbeit. Dabei stößt sie nicht nur auf Gegenliebe: Für Bürgermeister Herbst (Fabian Busch) soll sein Städtchen genauso beschaulich bleiben, wie es ist. Das passt mit Mord und Totschlag, den Emma ganz offensichtlich aus den USA importiert hat, nicht zusammen. Auch von dem ermittlungsmüden örtlichen Polizeikommissar Schubert (Lars Rudolph) kann Emma keine Unterstützung erwarten, findet jedoch in Betti (Victoria Schulz), der neuen Polizistin im Ort, eine Verbündete.

## Kritik
Der Spiegel bewertet die Folgen als eine völlig verunglückte ZDFneo-Serie um einen alternden Forensiker und seine moderne Tochter, die den Zuschauer ratlos zurücklässt.

## Besetzung
| Schauspieler         | Rollenname                 | Anzahl Episoden |
| -------------------- | -------------------------- | --------------- |
| Antje Traue          | Emma                       | 6               |
| Michael Gwisdek      | Peter Kugel                | 6               |
| Victoria Schulz      | Betti Steiner              | 6               |
| Lars Rudolph         | Michael Schubert           | 6               |
| Fabian Busch         | Lars Herbst                | 6               |
| Inka Löwendorf       | Nina                       | 4               |
| Nikolai Kinski       | Kevin                      | 4               |
| Corinna Kirchhoff    | Dr. Eva Diestelfink        | 3               |
| Kathrin Angerer      | Verena Thalbach            | 1               |
| Heike Hanold-Lynch   | Alma                       | 1               |
| Sven Gerhardt        | Frank                      | 1               |
| Fe Freundner         | Mimi                       | 1               |
| Marie-Anne Fliegel   | Mona Schott                | 1               |
| Horst Westphal       | Alfred Rauch               | 1               |
| Rüdiger Klink        | Jakob Sommer               | 1               |
| Susanne Scholl       | Mama Betti                 | 1               |
| Jacob Keller         | Portier                    | 1               |
| Marianne Wardin      | Herta Schütte              | 1               |
| Valerie Koch         | Rosa                       | 1               |
| Burkhard Minack      | Pilzsammler                | 1               |
| Nic Romm             | Ausbilder Fallschirmschule | 1               |
| Mariella Aumann      | Mira                       | 1               |
| Inga Dietrich        | Frau Schmidt               | 1               |
| Christian Kuchenbuch | Dr. Kleemann               | 1               |
| Detlef Matthes       | Bernhardt Schmidt          | 1               |
| Marcus Schinkel      | Andreas Haase              | 1               |
| Laura Schuhrk        | Schuberts Frau             | 1               |

## Episodenliste
| Nr. | Originaltitel                      | Erstausstrahlung Deutschland | Regie              | Drehbuch                                                |
| --- | ---------------------------------- | ---------------------------- | ------------------ | ------------------------------------------------------- |
| 1 | Mit den Cowboys kam das Verbrechen | 26. Feb. 2019                | Christopher Schier | Christopher Schier, Magdalena Grazewicz                 |
| Als Emma ihren Vater besuchen will, trifft sie ihn zu Hause nicht an, sondern findet ihn im lokalen Fitnessstudio, wo die Studiobesitzerin nach einem mysteriösen Unfall medizinisch versorgt werden muss. Scheinbar wurde ein Laufband manipuliert. Später entdeckt Emma verwaiste Knochen im Kühlschrank ihres Vaters. Diese gehören einem Landstreicher, der in einer Scheune verbrannte. Emma findet heraus, dass der Mann schon tot war, bevor die Flammen ihn erreichten.   |                                    |                              |                    |                                                         |
| 2 | Gestorben wird immer               | 5. März 2019                 | Christopher Schier | Christopher Schier, Magdalena Grazewicz, Thomas Gerhold |
| Polizistin Betti entdeckt, dass ihre Mutter versucht, sich mit Tabletten das Leben zu nehmen, und kann das Schlimmste verhindern. Im Altersheim gibt es währenddessen einen Todesfall. Die Verstorbene wurde an diesem Tag 100 Jahre alt. Emma hegt Zweifel an der Todesursache „natürliches Herzversagen“. Sie ist überzeugt, dass die alte Dame vor Mitternacht verstarb und jemand ihren Todeszeitpunkt manipuliert hat, um ihr den Wunsch zu erfüllen, hundert zu werden.     |                                    |                              |                    |                                                         |
| 3 | C’est la vie                       | 12. März 2019                | Christopher Schier | Christopher Schier, Magdalena Grazewicz, Thomas Gerhold |
| Emma und ihr Vater machen beim Wandern einen ungewöhnlichen Fund: In einem Baum hängt, verheddert in einen Gleitschirm, ein toter Mann. In einem unbeobachteten Moment verschwindet die Leiche und taucht wenig später an einem Feldweg auf einer Bank wieder auf. Der Bürgermeister ist außer sich: der dritte Tote, seit Emma da ist! Was kann er tun, damit Emma endlich wieder abreist?                                                                                       |                                    |                              |                    |                                                         |
| 4 | Schicksal und Stärke               | 19. März 2019                | Christopher Schier | Christopher Schier, Magdalena Grazewicz, Thomas Gerhold |
| Emmas Freund reist überraschenderweise aus den USA an. Ihr Vater will mehr zu ihrer Beziehung wissen, aber Emma schweigt. Auf einem Feldweg wird ein nackter, toter Mann gefunden, der wegen seiner Alkoholsucht in einer Privatklinik war. Die Frau des Toten nimmt die Nachricht über das Ableben ihres Mannes ausgesprochen gefasst entgegen. Wieder zu Hause, scheut Emma eine Aussprache mit ihrem Freund.                                                                   |                                    |                              |                    |                                                         |
| 5 | Nur ein Apfel                      | 26. März 2019                | Christopher Schier | Magdalena Grazewicz                                     |
| Bei einer Vorstellung der örtlichen Theatergruppe bekommt die Darstellerin des Schneewittchens einen derart heftigen Hustenanfall, dass sie auf der Bühne verstirbt. Emma und ihr Vater finden bei der Obduktion heraus: Schneewittchen starb durch einen allergischen Schock. Dann taucht ein Video von Schneewittchens Todeskampf im Netz auf. Der Bürgermeister ist außer sich: Ein Todesfall ausgerechnet am Tag der Investorenparty für die geplante Seniorenresidenz.       |                                    |                              |                    |                                                         |
| 6 | Ich war’s nicht                    | 2. Apr. 2019                 | Christopher Schier | Magdalena Grazewicz                                     |
| Emma wird in ihrer Garage vom Bürgermeister überrascht, der sich dort versteckt, weil er ihre Hilfe braucht. Er war neben einer Toten aufgewacht und kann sich an nichts erinnern. In der Pension Adlernest zeigt sich ein grausiger Anblick, als Emma und ihr Vater dort eintreffen. Die Besitzerin weiß, dass der Bürgermeister die Tote auf ihr Zimmer begleitet hat. In der Pathologie entdeckt Emmas Vater einen auffälligen Ausschlag am Arm der Toten, bis zur Ellenbeuge. |                                    |                              |                    |                                                         |